# بلو ریدج (ویرجینیا)
بلو ریدج (به انگلیسی: Blue Ridge) یک منطقهٔ مسکونی در ایالات متحده آمریکا است که در شهرستان باتتورت، ویرجینیا واقع شده‌است. بلو ریدج ۱۶٫۴ کیلومتر مربع مساحت و ۳٬۰۸۴ نفر جمعیت دارد و ۳۸۵ متر بالاتر از سطح دریا واقع شده‌است.